# 揖斐川
揖斐川（日语：／ Ibigawa */?）是一條流經岐阜縣、三重縣的木曾川水系一級河川。與長良川、木曾川并列為木曾三川之一。
揖斐川發源於岐阜縣揖斐郡揖斐川町的冠山，之後向南流淌。在河口附近的三重縣桑名市域長良川合流，之後注入伊勢灣。

## 流域自治體
- 岐阜縣
  - 揖斐郡揖斐川町、池田町、大野町、安八郡神戶町、瑞穗市、大垣市、安八郡安八町、輪之內町、養老郡養老町、海津市
- 三重縣
  - 桑名市

## 外部連結
- 国土交通省 木曽川上流 画像Web